# Eleuteriusz (biskup Bizancjum)
Eleuteriusz – biskup Bizancjum w latach 129–136.